# Cerkev sv. Jakoba, Beljak
Župnijska cerkev svetega Jakoba stoji v Beljaku na avstrijskem Koroškem in je posvečena sv. Jakobu. Prostrana, poznogotska dvoranska cerkev z zahodnim stolpom ima prevladujoč položaj na koncu glavnega trga v Beljaku.

## Zgodovina
Prva znana omemba cerkve sega v leto 1136, pri čemer pa nedavna raziskava govori o dveh starejših cerkvah. Potres 25. januarja 1348 je uničil cerkev, razen stolpa. Nova gradnja cerkve je trajala več kot sto let: 1360/1370 so obnovili kor, 1450/1460 pa ladjo. Leta 1462 je grofica Katarina Goriška podarila južno kapelo, 1482 Georg Leininger severovzhodno korno kapelo in 1482/1484 Balthasar iz Weißpriacha orgle. Obok ladje, ki ga je omenjal Paolo Santonino, je bil verjetno obnovljen po mestnem požaru leta 1524, dodali so zanke in rebra. Zadnjič je cerkev poškodoval potres v Beljaku leta 1690. Po požaru leta 1784 je bil obnovljen obok kora. Leta 1906 je bila okrog cerkve zgrajena ploščad z nišo z vodnjakom, ki jo je zasnoval Alfred Keller. Leta 1908 je bila cerkev povišana v glavno mestno župnijo. V vojnem letu 1944 so bili uničeni vitraji iz 16. stoletja in cerkvena streha. Večje obnove so bile opravljene v letih leta 1951 in 1996–1999.
Do leta 1235/1244 je bila cerkev bamberška lastnina, od 14. stoletja tesno vezana na cerkev Marija na Zilji (Maria Gail) in od leta 1514 pod patronatom Ogleja. Leta 1514 je cesar Maksimilijan I. predal pokroviteljske pravice Sigmundu von Dietrichsteinu. Ta je leta 1526 zapustil pravico evangeličanom Beljaka, vendar je trajalo več deestletij, da so se vzpostavile verske meje. Dva stranska portala so donirali katoliški bratje Hasenberger in celo v 1550-ih ter zgodnjih 1560-ih opravljali katoliške maše in protestantske obrede. Šele pod pastorjem Karlom Fuchsom je cerkev svetega Jakoba postala čisto protestantska cerkev. Obisk oglejskega patriarha leta 1594 je pomenil, da je cerkev spet postala katoliška. Končna rekatolizacija je potekala marca 1600.
Kot vse cerkve južno od Drave je tudi sveti Jakob po resoluciji iz 1752 pripadal oglejskemu patriarhatu, nato pa nadškofiji Gorica in od časa cesarja Jožefa II. škofiji Krka.

## Stavba

### Zunanjost
Romanski stolp je bil zgrajen po potresu leta 1348 v kvadratni zid z lizenami in obokanim frizom. Zgornje nadstropje je uničil potres leta 1690 in so ga obnovili leta 1759. Nekdanja kupola zvonika je bila leta 1784 uničena v požaru in med leti 1845 do 1847 nadomeščena z osmerokotnim stolpom z zvonikom v gotizirani obliki. S 93,87 metri je najvišji cerkveni stolp na Koroškem. Poznogotski portal na vzhodni strani stolpa je dosegljiv po 239 stopnicah. V stolpu je še vedno dobro ohranjena kuhinja, ki so jo imeli opazovalci po drugi svetovni vojni. Danes je v toplem času obiskovalcem dostopna 46,84 metra visoka razgledna ploščad na stolpu. Posebnost so semaforji, ki uravnavajo zelo tesen prehod spiralnih stopnic nad zvonikom v štiriminutnih intervalih.
Stolp je bil prvotno prosto stoječ, podoben italijanskim zvonikom (Campanile), ki pa je bil že v 17. stoletju povezan s prečno konstrukcijo, tri-obočnim preddverjem, z ladjo. Severno od stolpa je Križanje iz prve polovice 17. stoletja.
Na južni strani stolpa je v letih 1918-1924 nastal vojaški spomenik v obliki monumentalnega meča z reliefom s hrastovimi listi, orlom, grbom in mečem, delo Karla Marie Kerndla. 
Skrajna zahodna fasada ladje s skrajšanim zatrepom ima okrogle niše in obrobna šiljsta okna s krogovičjem. Nad severnim oknom je konzola in na vsaki strani pritrjena majhna kamnita figura svetnikov Henrika in Kunigunde Luksenburške. Poznogotski zahodni portal ima baročna lesena vrata iz leta 1717. Desno od portala je v niši kip svetega Jakoba.
Stranske stene ladje so razdeljene z močno štrlečimi oporniki in neprekinjenimi okenskimi okvirji. Severni portal s trojnim ogee (oslovski hrbet) obokom ima v kamnitem okvirju beljaški grb z napisom 1547. Na lesenem podboju vrat z oznako »Christoph Hasenberger 1551« je grb zajca, ki skače čez tri gore. Desno od portala je kamniti kip sv. Barbare, ki ga je leta 1906 izdelal Josef Kassin. Južni portal je podaril osojski opat Andreas Hasenberger in je podobno strukturiran kot severni portal. V kamnitem okvirju je beljaški grb, v lesenem vratnem okvirju pa Osojski grb Hasenbergerja.
Kor s standardnim 5/8-zaključkom stoji na visokem podstavku in je podprt z dvojnimi oporniki s figurami živali. Stene so prebodene s šiljastimi okni. Vzhodno okno ima krožne služnike s kapiteli in baldahini. Na južni strani kora je skoraj kvadratna zakristija in stopnišče stolpa. Na južni steni ladje sta dve kapeli.

### Notranjost
Dvoranska cerkev ima tri ladje s šestimi oboki, ki jih podpira deset okroglih stebrov. Zahodni par stebrov podpira tri-osno orgelsko emporo. Bogato okrašeni rebrasti oboki ležijo na majhnih konzolah s kamnoseškim okrasom. Šest tridelnih kornih oken ima bogato krogovičje. Baročno rekonstruiran rebrast obok je okrašen z bogato štukaturo in fresko medaljoni. V vsaki od treh srednjih, široko raztegnjenih tridimenzionalnih oblik, je prikazana ena alegorija Trojice. V spandrelih so slike z angeli s konca 17. stoletja. Obok sloni na trojnih stenskih palicah in figurativnih konzolah. Na južnem zidu sta prikazana Adam in Eva ob maski z bogatimi listnimi okraski. Stenska slika sv. Krištofa v naravni velikosti na južni steni kora izvira iz sredine ali tretje četrtine 15. stoletja in jo pripisujejo Tomažu Beljaškemu..
Na steni južnega kora je preprosta gotska zakramentna hišica. Blizu je dostop do spiralnega stopnišča, nadstrešek datira v leto 1507. Nad vrati je relief, ki prihaja iz nekdanje kapele družine Hämel. Relief iz konca 14. stoletja prikazuje družinski grb s čaščenjem in Marijin zaščitni plašč. Gotska železna vrata z okovjem in ključavnico vodijo v zakristijo z enostavnim rebrastim obokom. V notranjosti so tudi tri kapele.

## Oprema
Glavni oltar je korne širine z bogatim rokokojskim okrasjem iz leta 1784/85, s stebri in ciborijem iz začetka 18. stoletja nosi monumentalno pozno gotsko razpelo iz leta 1502. Med njimi je tudi kip Matere božje iz 17. stoletja, s figurama svetnikov svetega Lovrenca in Jakoba ob straneh. Nad žrtvenima portaloma stojijo podobe apostolov Petra in Pavla. Na robu ciborija stojijo Melhior in Baltazar ter na vrhu Kaspar. Drugi oltarji so še:
- oltar svetega Jožefa v severni ladji iz sredine 18. stoletja s sliko Smrt svetega Jožefa in sliko Obiskanje iz leta 1761,
- oltar svetega Janeza Nepomuka iz druge polovice 18. stoletja,
- oltar svete Ane z Marijo in otrokom s sv. Ano, ob strani so svetniki Jožef in Joahim. Krona oltarja je slika Žalostna mati Božja.

Prižnica je prvotno stala ob srednjem stebru in je bila kasneje premaknjena proti oltarju ob jugovzhodni okrogli steber. Akustični pokrov je bil odstranjen. Je pomembno umetniško delo, slogovno na prehodu iz gotike v renesanso (1555). Podaril jo je bamberški vicedom Georg Ulrich von Künsberg in izdelal Gallus Seliger iz Judenburga.
Na vogalih sta pritrjena beljaški grb in grb pastorja Karla Fuxa. Osmerokotna prižnična košara je opremljena z ograjo s šestimi reliefi, ki upodabljajo Oznanjenje, Rojstvo, grb ustanovitelja, Križanje, Spust Kristusa v podzemlje in Vstajenje. Med preroki Jonatanom, Ahazo, Ezekijo, Manasejem, Amonom in Josiahom in prapori je mogoče videti citate iz Lutrove Biblije. Prižnica stoji na stebru z reliefom Kristusovega družinskega drevesa. Ob vznožju prižnice je lik Izaje, ki se naslanja na smrtno blazino, v naravni velikosti.

### Orgle
Na galeriji so zgodnje baročne orgle iz leta 1645. Leta 1992 jih je obnovil Jann. Ima 43 registrov, 3 manuale in pedale. So mehanske in delno električne. Prospekt je bil dodan leta 1992.